# Тросин
Тросин (њем. Trossin) општина је у њемачкој савезној држави Саксонија. Једно је од 36 општинских средишта округа Сјеверна Саксонија. Према процјени из 2010. у општини је живјело 1.446 становника. Посједује регионалну шифру (AGS) 14730320.

## Географски и демографски подаци
Тросин се налази у савезној држави Саксонија у округу Сјеверна Саксонија. Општина се налази на надморској висини од 102 метра. Површина општине износи 79,6 km². У самом мјесту је, према процјени из 2010. године, живјело 1.446 становника. Просјечна густина становништва износи 18 становника/km².